# Otok (2005.)
Otok (eng. The Island) je ZF film Michaela Baya iz 2005. godine.

## Radnja
Film prikazuje futurističku koloniju ljudi, spašenu od zagađenog vanjskog svijeta, nepogodnog za život. Nakon naoko nasumičnog perioda vremena, svatko od njih odlazi na "Otok", navodno prekrasan, utopijski raj. Jedan od ljudi u koloniji, Lincoln 6E, slučajno nabasa na dokaze o postojanju stvarnog svijeta, i kroz niz događaja dolazi do dokaza da su svi ljudi u koloniji zapravo klonovi stvarnih ljudi i služe kao rezervni organi za svoje sponzore u vanjskom svijetu. Lincoln 6E i njegova družica Jordan 2D uspijevaju pobjeći iz kolonije te shvaćaju da kolonija nije stvaran svijet. Tijekom bijega između njih se dogodi romantična veza. Na kraju uspijevaju upozoriti javnost na ostale klonirane žrtve te raskrinkaju nemoralnu organizaciju.

## Glavne uluge
- Ewan McGregor kao Lincoln 6E
- Scarlett Johansson kao Jordan 2D
- Sean Bean kao dr. Merrick
- Steve Buscemi kao McCord
- Djimon Honsou kao Albert Laurent

## Vanjske poveznice
- Službene web-stranice filma Otok